# الرماية التركية

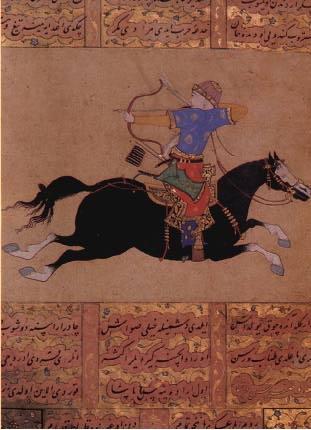
رامي الحصان التركي.

الرماية التركية (بالانجليزية Turkish archery) ( (بالتركية: Türk okçuluğu)‏ ) هو تقليد للرماية أصبح متطورًا للغاية في الإمبراطورية العثمانية ، على الرغم من أن أصوله تعود إلى السهوب الأوراسية في الألفية الثانية قبل الميلاد. تم إدراج الرماية التركية التقليدية في القائمة التمثيلية للتراث الثقافي غير المادي للبشرية من قبل اللجنة الحكومية الدولية لصون التراث الثقافي غير المادي التابعة لليونسكو في عام 2019. 

## تاريخه

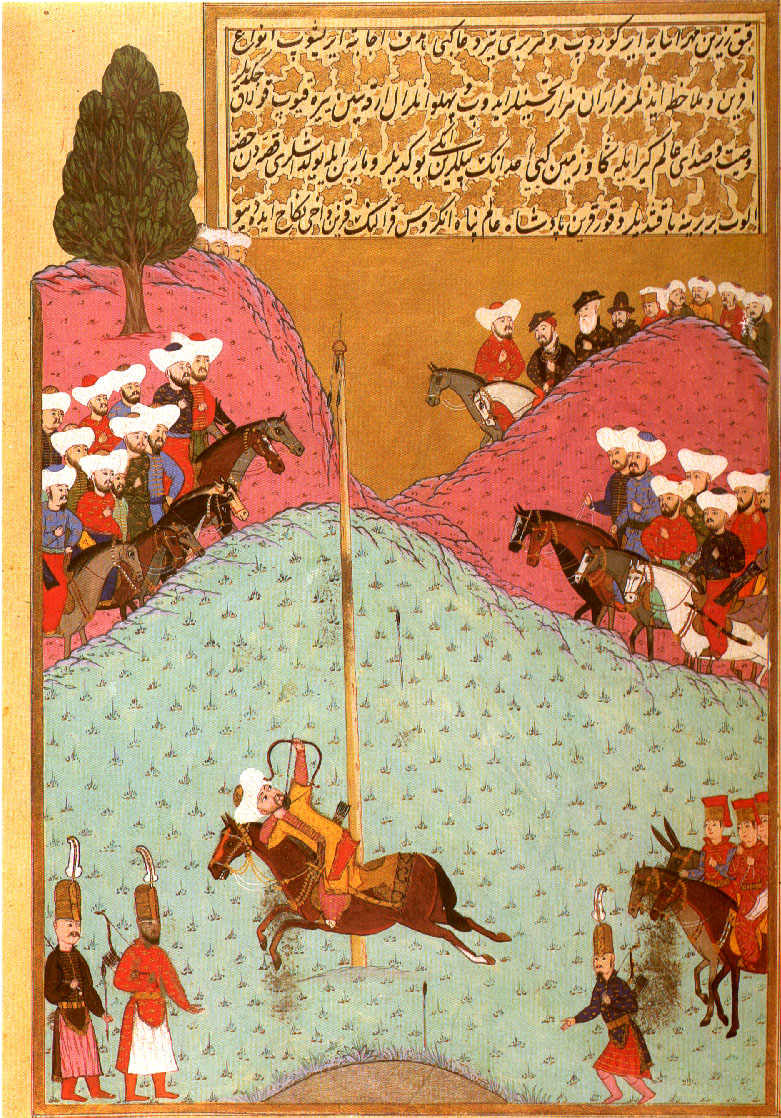
السلطان مراد الثاني أثناء ممارسة الرماية.

لسنوات عديدة، كان من الممكن رؤية تميز الأقواس التركية من خلال السجلات التاريخية. في عام 1910، أقيمت مسابقة للرماية على شاطئ لو توكيه بفرنسا، حيث تمكن إنجو سيمون من رمي سهم لمسافة 434 مترًا باستخدام قوس تركي قديم مركب يتطلب قوة 440 نيوتن أو 99. رطل 

## انظر ايضا
- قوس مركب
- Mongol bow
- Gakgung
- Mounted archery
- Arab archery
- Chinese archery
- قوس إنجليزي طويل

## روابط خارجية
- Türk Okçuluğu Ağı (Turkish Archery Network) - in Turkish by Z. Metin Ateş
- Turkish Traditional Archery by Z. Metin Ateş
- "Turkish Traditional Archery Part 2: Technique and Tackle by Murat Özveri
- "Turkish Traditional Archery Part 1: History, Disciplines, Institutions, Mystic Aspects" by Murat Özveri
- "The Art of Shooting a Short Reflexed Bow with a Thumb Ring" by Adam Swoboda